# Dark Fall 2 : Le Phare
Dark Fall 2 : Le Phare (Dark Fall II: Lights Out) est un jeu vidéo d'aventure développé par XXv Productions et édité par The Adventure Company, sorti en 2004 sur Windows. 

## Accueil
- Adventure Gamers : 3,5/5[1]